# Anne DeMarinis
Anne DeMarinis est une musicienne et artiste américaine. Elle a été membre du groupe de rock alternatif Sonic Youth pendant une courte période en 1981, en tant que claviériste. Elle a également participé au chant, avec Kim Gordon et Thurston Moore, sur trois titres lors de son seul concert avec le groupe, le 18 juin 1981. Les chansons s'appelaient Noisefest #1, Noisefest #2 et Noisefest #3. Elle a également joué de la guitare en direct pendant la chanson Noisefest #4. Elle a quitté le groupe avant l'enregistrement du premier EP du groupe.